# Станіслав Александер Фредро
Станіслав Александер Фредро — польський шляхтич, військовий, урядник Речі Посполитої. Підстолій подільський.

## Біографія
Батько — Валентій Фредро — підчаший белзький, мати — друга дружина батька Катажина Ястшембська. Зведений брат Станіслава Антонія Фредра. Між 1652—1658 роками — ротмістр ланової піхоти. Посол сеймів 1662, 1672 років. 1668 року — суддя каптуровий Руського воєводства. 1670 — депутат до скарбового суду. 1672 з посполитим рушенням Подільського воєводства рушив до Любліна, потім засідав на воєводських судах конфедератів.
Брав участь в нападі на львівського підкоморія Пйотра Ожґу. За це був покараний в'язницею, який час «відсидів». За вбивство пострілом з пістолета в «господі» Казімєжа Ґумовського (Ярослав) був покараний інфамією, через це укривався від виконання вироку.